# 開明伸銅
開明伸銅株式会社（かいめいしんどう）とは、京都府亀岡市に本社を置く非鉄金属の製造メーカーである。伸銅品（黄銅・真鍮）およびアルミニウム形材の押出生産・加工・販売を手がけている。伸銅製品のうち、異形棒を製造する国内唯一のメーカーである。また香港企業が一部を出資する外資系であり、外資といえば首都圏に本社を置く企業が多い中、京都府に本社を置くのは珍しい。

## 沿革
創業者の岡村小太郎は上海の東亜同文書院大学で第21期生として学んだ。1925年（大正14年）に大学を卒業した後は、16期生の村川善美が設立した久孚洋行に勤めた。同じく村川が1936年（昭和11年）に設立した亜細亜鋼業では専務を、亜細亜鋼業が戦時合併して設立された中華製鉄では取締役を務めた。敗戦後、岡村はしばらく上海に残留していたが、帰国し日本で設立したのが開明伸銅である。設立にあたっては、上海時代に交友のあった実業家の丁熊照が支援した。こうした経緯から、開明伸銅の社章は「開明」の「KM」を丁熊照の姓である「丁」が包み込むようなデザインとなっている。
1967年にはアルミに進出、1999年には第三の柱として純銅異型形材の生産を開始した。2010年には鉛レス・カドミレスの伸銅異形棒開発で京都中小企業優秀技術賞を受賞している。
- 1952年：資本金450万円にて設立、事務所を京都市下京区東九条河原町17番地に置く。
- 1953年：京都市南区上鳥羽尻切町10番地に移転、黄銅棒製造設備の建設を始める。資本金を1,000万円に増資する。
- 1954年：資本金を1,500万円にする。黄銅棒、製品を出荷。
- 1961年：隣接土地（2,097坪）工場建物（545坪）を買収拡張を行い新地配・溶解工場を新築。
- 1967年：アルミニウム部門に進出・アルミニウム・アルミ合金の形材製造を行う。
- 1974年：京都市の都市計画により現在地に本社、工場を移転する。
- 1983年：東京都大田区蒲田に東京営業所を開設。
- 1988年：東京浅草に自社ビル開設。東京営業所を移転。
- 1991年：伸銅1,650USTON変更、プラー導入。
- 1992年：創立40周年を迎える(11月)。銅異形棒を製造開始(12月)。
- 1993年：アルミ新製造ライン改進。
- 1996年：アルミニウム、伸銅品、JIS表示許可を受ける。
- 2002年：岡村洋子、会長に就任・岡村圭一郎、代表取締役社長に就任(6月)。ナマリレス異形棒を製造開始[15](7月)。創立50周年を迎える(11月)。
- 2005年：アルミT6装置付き1.800USTON押出機導入。
- 2008年：アルミ冷間引抜 製造開始。
- 2012年：創立60周年を迎える。
- 2015年：ビレット加熱炉新設(2月)。研究開発用小型炉導入(4月)。
- 2016年：大阪営業所を開設[16]。
- 2021年：三菱アルミニウムから立花金属工業の全株式を取得し完全子会社化(4月)[17][18][19]。

開明伸銅の岡村圭一郎が代表取締役社長に就任。
- 2022年：創立70周年を迎える。